# Rapid City Rush
Rapid City Rush ist eine US-amerikanische Eishockeymannschaft aus Rapid City, South Dakota. Das Team spielt seit der Saison 2014/15 in der ECHL.

## Geschichte
Die Verantwortlichen der Central Hockey League gaben am 2. Juni 2007 bekannt, dass die Stadt Rapid City aus South Dakota ein Expansions-Franchise erhalten werde. Dieses nahm zu Beginn der Saison 2008/09 den Spielbetrieb auf. In ihrer ersten Spielzeit erreichte die Mannschaft den dritten von vier Plätzen der Northwest Division, wodurch sie mit 53 Punkten in 64 Spielen die Playoffs um den Ray Miron President’s Cup verpassten. In der Saison 2009/10 gewann die Mannschaft erstmals den Ray Miron President’s Cup, nachdem sie in den Finalspielen die Allen Americans in sechs Partien besiegt hatten.
Am 7. Oktober 2014 wurde das Rush-Franchise und die anderen sechs verbliebenen CHL-Teilnehmer in die ECHL aufgenommen. Der Spielbetrieb der CHL wurde wegen zu weniger Mannschaften eingestellt.

## Saisonstatistik
Abkürzungen: GP = Spiele, W = Siege, L = Niederlagen, T = Unentschieden, OTL = Niederlagen nach Overtime SOL = Niederlagen nach Shootout, Pts = Punkte, GF = Erzielte Tore, GA = Gegentore, PIM = Strafminuten
| Saison    | GP | W  | L  | T | OTL | SOL | Pts | GF  | GA  | Platz         | Playoffs                        |
| 2008–2009 | 64 | 22 | 33 | — | 2   | 7   | 53  | 183 | 231 | 3., Northwest | nicht qualifiziert              |
| 2009–2010 | 64 | 43 | 14 | — | 1   | 6   | 93  | 253 | 197 | 1., Northern  | Miron Cup                       |
| 2010–2011 | 66 | 40 | 22 | — | 1   | 3   | 84  | 210 | 200 | 1., Turner    | Niederlage im Halbfinale        |
| 2011-12   | 66 | 38 | 22 | — | 1   | 5   | 82  | 226 | 176 | 4., Turner    | Niederlage in der ersten Runde  |
| 2012–2013 | 66 | 35 | 24 | — | 2   | 5   | 77  | 177 | 179 | 4., Turner    | Niederlage in der ersten Runde  |
| 2013–2014 | 66 | 39 | 23 | — | 1   | 3   | 82  | 220 | 189 | 4., Turner    | Niederlage in der ersten Runde  |
| 2014–2015 | 72 | 37 | 28 | — | 2   | 5   | 81  | 218 | 216 | 2., Central   | Niederlage in der zweiten Runde |

## Team-Rekorde

### Karriererekorde
Spiele: 314  Scott Wray
Tore: 106  Scott Wray
Assists: 133  Jesse Schultz
Punkte: 236  Scott Wray
Strafminuten: 393  Justin Sawyer
(Stand: Saisonende 2013/14)